# Джуліано Санджорджі
Джуліано Санджорджи (італ. Giuliano Sangiorgi) (Народився 24 січня 1979) — італійський музикант і виконавець.

## Біографія
Джуліано Санджорджи є одним з найбільш провідних італійських виконавців молодого покоління. Виступає разом зі своєю групою Negramaro.

## Дискографія
- 2003 — Negramaro
- 2004 — 000577
- 2005 — Mentre tutto scorre
- 2007 — La finestra
- 2010 — Casa 69